# Januari 2004
| Januari 2004 |
| Månader under 2004: Januari · Februari · Mars · April · Maj · Juni · Juli · Augusti · September · Oktober · November · December ← December 2003 · Januari 2005 → |

## Händelser

### Torsdagenden1 januari2004
- Vid årsskiftet tar Irland över ordförandeskapet i EU från Italien. Landet skall leda EU det närmaste halvåret.[1]
- Det tredje delen av det sociala reformpaket som kallas Hartzkonceptet träder i kraft i Tyskland.

### Fredagenden2 januari2004
- En studie gjord vid Karolinska institutet visar att skallröntgen av små barn försämrar deras intellektuella kapacitet.[2]
- Dollarn fortsätter att tappa mot kronan. En dollar kostar nu 7,19 kronor (-6 öre), och en euro kostar 9,04 kronor (-3 öre).[3]

### Lördagenden3 januari2004
- Regeringen avser förbjuda reklam för receptbelagda Läkemedel riktade direkt till patienter och därmed följa ett tidigare EU-direktiv.
- 148 döda i flygkrasch i Röda havet.[4]

### Söndagenden4 januari2004
- NASA:s marslandare Spirit landar på planeten Mars.[5][6]
- Micheil Saakasjvili väljs till president i Georgien. Enligt vallokalsundersökningar fick han nästan 86 procent av rösterna.[7]

### Måndagenden5 januari2004
- Fr.o.m. 1 januari 2004 är s.k. trånga hönsburar förbjudna i Sverige. Äggproducenternas branschorganisation Svenska ägg uppmanar därmed till bojkott mot i första hand importerade ägg.[8]
- Sverige och Storbritannien är de enda EU-nationer som klarar sin åtaganden enligt Kyotoavtalet vad gäller utsläpp av koldioxid och andra växthusgaser.[9]

### Tisdagenden6 januari2004
- De första färgbilderna från planeten Mars, tagna av den amerikanska marslandaren Spirit, presenteras av NASA.[10]
- Polisen beslutar att låta göra en internutredning om bråket mellan polisen i Uppsala och Uppsala läns landshövding Anders Björck.[11]
- I Kina har en masslakt av sibetkatter inletts, eftersom dessa misstänks ligga bakom utbrottet av SARS där.[12][13]
- Den norska kronan noterar den lägsta kursen gentemot euron sedan vintern 1999. En euro kostar nu 8,57 norska kronor, vilket innebär en nedgång på cirka 18 procent på ett år.[14]

### Onsdagenden7 januari2004
- Att Mijailo Mijailovic kvällen innan erkänt mordet på utrikesminister Anna Lindh är förstasidesstoff i dagens press.[15]

### Torsdagenden8 januari2004
- Överåklagare Christer van der Kwast beslutar att inte inleda förundersökning mot den tidigare styrelsen för Skandia Liv för att denna inte krävde ersättning när Skandia såldes sin kapitalförvaltning till Den Norske Bank för två år sedan.[16][17]

### Fredagenden9 januari2004
- Den amerikanska dollarn sjunker till en rekordlåg nivå och en dollar kostar nu 7,10 kronor, vilket är den lägsta nivån sedan i januari 1997.[18]

### Lördagenden10 januari2004
- Alexandra Fossmo mördas i Filadelfiaförsamlingen i Knutby, se Knutbydramat.[19]
- Forskare vid Akademiska sjukhuset i Uppsala har utvecklat en ny metod att bota diabetes genom transplantation av insulinproducerande celler.[20]
- George W. Bush lanserar planer på att bygga en bas på månen och genomföra bemannade resor till Mars.[21][22]
- En ny amerikansk studie visar att lägre tjärhalt i cigaretter inte minskar risken att dö i lungcancer. (Se också Rön om samband 2004.)[23]
- Enligt OECD:s välståndslista ligger Sverige nu på 13:e plats och har därmed gått om Finland, Japan och Australien. (Siffror från 2002.)[24]
- Storstockholms Lokaltrafik testkör tre bussar som drivs av bränsleceller. Bussarna, vars enda utsläpp är vattenånga, kommer att gå i en slinga i centrala Stockholm och vara gratis i ett halvår.[25]

### Söndagenden11 januari2004
- Under 2003 anmäldes 4 478 poliser för brott som tjänstefel, misshandel och vållande av kroppsskada. Det är en ökning med 630 anmälningar jämfört med föregående år. Mycket få anmälningar leder dock till åtal.[26][27]
- Vänsterpartiets valberedning föreslog som väntat riksdagsledamoten och tidigare partisekreteraren Lars Ohly som ny partiordförande. Han väntas tillträda vid kongressen 19-22 februari.[28]

### Måndagenden12 januari2004
- Den misstänkte för mordet på Anna Lindh åtalas.[29][30]

### Tisdagenden13 januari2004
- George W. Bushs förre finansminister Paul O'Neill skriver i en ny bok bl.a. att presidenten var fast besluten att anfalla Irak långt innan han tillträde sin post.[31]
- Var fjärde svensk högstadieelev får underkänt i åtminstone ett ämne.[32]
- Ericsson gick bäst på Stockholmsbörsen igår, vilket ses som ett tecken på att utvecklingen har vänt för den tidigare krisdrabbade telekomindustrin.[33]
- Japan inför tullar mot USA motsvarande 100 miljoner dollar.[34]

### Onsdagenden14 januari2004
- Huvudförhandlingen mot den åtalade för mordet på utrikesminister Anna Lindh inleds kl. 09:15.[35]
- Italiens författningsdomstol upphäver den lag som hittills givit landets premiärminister Silvio Berlusconi juridisk immunitet. Nya rättegångar väntar.[36]
- Tolv av medlemmarna i Irans regering hotade att avgå om inte det religiösa väktarrådet häver bannlysningen av drygt hälften av kandidaterna som ställt upp till parlamentsvalet den 20 februari.[37]
- Energikonsumtionen hos både det nyproducerade och befintliga byggnadsbeståndet kan halveras med redan känd teknik, skriver en rad företrädare för näringsliv och myndigheter på DN Debatt. [38]
- Saab Ericsson Space har kammat hem en order på datahanteringssystem för jordobservationssatelliter värd omkring 120 miljoner kronor.[39]
- Saab och franska Dassault Aviation förhandlar om tillverkning av det första europeiska obemannade flygplanet - en affär på omkring 300 miljoner euro.[40]

### Torsdagenden15 januari2004
- 13 döda och ytterligare 5 smittade av en ny influensa kallad fågelinfluensan i Vietnam.[41]
- Ryanair lanserar en ny vision med vinstdelningskontrakt med flygplatserna som innebär gratis flygbiljetter för passagerarna.[42]
- EU-kommissionen och tio länder utanför Europa begär hos WTO handelssanktioner mot USA.[43]

### Fredagenden16 januari2004
- Israels ambassadör i Stockholm, Zvi Mazel, vandaliserar konstverket Snövit och sanningens vansinne på Historiska museet i Stockholm.
- Sveriges pensionärers intresseparti (SPI) kräver kraftigt minskad invandring. Den nya politiska kursen har redan lockat till sig nya medlemmar från Sverigedemokraterna.[44]
- En dörrvakt vid El Amir Restaurang i Stockholm sköts ihjäl natten mot fredag. Tre gärningsmän av fem gripna.[45]

### Lördagenden17 januari2004
- Israels ambassadör i Sverige, Zvi Mazel förstörde ett konstverk vid en vernissage på Historiska museet.[46] (Lördag 10 januari förstörde nynazister flera konstverk på Wetterling Gallery i Stockholm.[47])
- Kungliga biblioteket föreslås i en ny utredning bli ansvarigt för arkivering av material som publiceras på internet av myndigheter, tidningar och dyl. instanser.[48]

### Söndagenden18 januari2004
- I en opinionsundersökning från Sifo som presenteras under söndagen får Socialdemokraterna 36,4% (-0,5), moderaterna 20,6% (-0,2), folkpartiet 13,0% (0), vänsterpartiet 9,5% (+1,2), kristdemokraterna 7,0% (+0,4), centerpartiet 6,0% (-1,0) och miljöpartiet 5,4% (+0,5). Inga av förändringarna är dock statistiskt säkerställda.[49]

### Måndagenden19 januari2004
- Det norska lastfartyget Rocknes kantrar utanför Bergen. 3 människor har omkommit och 15 saknas.[50]
- Mobiltelefontillverkaren Sony Ericsson visar vinst på 422 miljoner kronor för fjärde kvartalet 2003.[51]

### Tisdagenden20 januari2004
- I USA vinner senator John Kerry oväntat demokraternas provval i Iowa.[52][53][54]
- Partiledarstriden i kd tätnar när de två riksdagsledamöterna Stefan Attefall och Maria Larsson tackar nej till att efterträda Alf Svensson.[55][56][57][58]
- Tidigt på tisdagsmorgonen räddas tre besättningsmän ur ett hål i skrovet på det norska lastfartyget Rocknes som dagen innan kantrade utanför Bergen. Olyckan har krävt 18 liv, och elva besättningsmän har räddats.[59][60][61][62]

### Onsdagenden21 januari2004
- En norsk prinsessa föds kl. 09:14.[63][64]
- Motståndet mot en svensk anslutning övergång till euron ökar i Sverige. Enligt en undersökning från Skop säger nu 61 procent nej och 37 procent ja. Detta kan jämföras med att knappt 56 procent sa nej och 42 procent ja till euron i folkomröstningen som hölls den 14 september 2003.[65]

### Torsdagenden22 januari2004
- Norges kronprins Haakon tillkännager att den arvprinsessa som föddes dagen innan skall heta Ingrid Alexandra.[66][67][68]
- Det finländska telekomföretaget Nokia redovisar en vinst före skatt på 1 920 miljoner euro för fjärde kvartalet i fjol.[69][70]

### Fredagenden23 januari2004
- ESA:s rymdsond Mars Express hittar fruset vatten på planeten Mars sydpol.[71][72]

### Lördagenden24 januari2004
- Rohypnol ska sluta säljas i Sverige.[73]

### Söndagenden25 januari2004
- NASA:s andra marslandare, Opportunity, landade på planeten Mars.[74]

### Måndagenden26 januari2004
- Kockums tillkännager att de varslar 210 anställda i Karlskrona.[75]

### Tisdagenden27 januari2004
- Transportarbetareförbundet avvisar medlarnas bud i flygkonflikten, varför strejk ser ut att kunna utbryta på fredag.[76]
- Arnold Schwarzenegger fälls för olaga valfinansiering.[77]

### Onsdagenden28 januari2004
- Helge Fossmo och hans älskarinna greps för Knutbymorden.[78]
- John Kerry vann demokraternas primärval i New Hampshire med 38 procent av rösterna mot 26 procent för Howard Dean, 13 procent för Wesley Clark och 12 procent för John Edwards.[79]

### Torsdagenden29 januari2004
- Snöoväder orsakar flyg- och trafikkaos i norra Europa.[80]

### Fredagenden30 januari2004
- En strejk inom flyget utbryter när Transportarbetareförbundet tar ut mellan 700 och 800 lastare i en punktstrejk mellan klockan fem och tio på morgonen.[81]

### Lördagenden31 januari2004
- Snö och regn ställer till stora trafikproblem i Västsverige.[82]